# ضاحية الأمير حسن
ضاحية الأمير حسن هي منطقة شعبية في وسط عمّان تتبع للواء ماركا/ منطقة بسمان. تُحِيط بها عدة ضواحٍ أخرى مثل ضاحيتي الاستقلال والأقصى، وتجاورها منطقة طبربور وجبل النزهة وعرجان والمدينة الرياضية. بُنِيَت فيها عدة مدارس حكومية، أقدمها مدرسة ضاحية الأمير حسن، وبيوتها وعمارتها السكنية حديثة نسبياً، كما توجد في آخرها الكثير من البيوت المستقلة والفلل. 
فيها عدد من الدوائر الحكومة الكبيرة مثل ديوان الخدمة المدنية، ودائرة الافتاء العام، وقيادة إقليم شرطة العاصمة، كما يقطنها الكثير من المغتربين. تُطِلّ ضاحية الأمير حسن على مستشفى الأمير حمزة، كما تقع فيها حديقة الأمير حسن.